# Breakeven (canción)
«Breakeven» es una canción por la banda irlandesa de pop rock The Script, lanzado como tercer sencillo de su álbum homónimo The Script. La canción fue el primer sencillo en Estados Unidos el 29 de septiembre de 2009.

## Vídeo musical
El vídeo musical fue estrenado en la página de BBC Radio 1's el lunes 29 de septiembre de 2008.
El vídeo musical muestra vídeos de la ciudad natal de la banda en Dublín, Irlanda y también a la banda tocando. El vídeo casi creó una controversia menor cuando la exnovia de Danny O'Donoghue se suponía que iba a estar en el vídeo como extra, pero esto fue evitado cuando los productores eligieron a otra chica. Antes de que la grabación comenzara, la radio de Dublín FM104 tuvo un concurso para aparecer en el vídeo musical.
La banda presentó "Breakeven" en un episodio de The Paul O'Grady Show que salió al aire el 30 de octubre de 2008. El 14 de octubre de 2009, presentaron a "Breakeven" en el show de Ellen DeGeneres en Estados Unidos.
En la radio se lanzó con una duración de 3:53 en noviembre de 2009.

## Posiciones
"Breakeven" debutó en el número 49 en Irish Singles Chart y llegó al número 10, convirtiéndose en el tercer sencillo top 10 del álbum, después de "We Cry" y "The Man Who Can't Be Moved". La canción originalmente llegó al número 24 en noviembre de 2008.
El 4 de enero de 2009, la canción subió al número 21 en UK Singles Chart. La canción recibió amplia difusión en las radios de Australia, convirtiéndose en su éxito, llegando al puesyo número 3 en ARIA Chart y siendo Platino.
También es el primer sencillo de The Script en entrar al Billboard Hot 100, debutando al número 96 y llegando al número 12.
| Listas (2008-2010)                     | Posiciones |
| -------------------------------------- | ---------- |
| Australian Singles Chart               | 3          |
| Austrian Singles Chart                 | 75         |
| Canadian Hot 100                       | 20         |
| German Singles Chart                   | 79         |
| Irish Singles Chart                    | 10         |
| Japan Hot 100                          | 77         |
| Swedish Singles Chart                  | 91         |
| Swiss Singles Chart                    | 66         |
| UK Singles Chart                       | 21         |
| U.S. Billboard Hot 100                 | 12         |
| U.S. Billboard Adult Contemporary      | 3          |
| U.S. Billboard Hot Adult Top 40 Tracks | 1          |

### Ventas y Certificaciones
| País           | Certificación | Ventas     |
| -------------- | ------------- | ---------- |
| Estados Unidos | 2x Platino    | 2 000 000+ |